# Руська Нова Вес
Руська Нова Весь або Руська Нова Вес (словац. Ruská Nová Ves) — село в Словаччині, Пряшівському окрузі Пряшівського краю.
Вперше згадується у 1423 році.
В селі є греко-католицька церква Пресвятої Богородиці з 1790 року.

## Географія
Розташоване в центральній частині східної Словаччини, в північно—східній частині Кошицької угловини в долині Градного потока. Протікають Барацький потік і  Сольний потік.

## Населення
| Рік:            | 1993 | 2003     | 2013     | 2023     |
| --------------- | ---- | -------- | -------- | -------- |
| Кількість осіб: | 835  | 957      | 1150     | 1390     |
| Різниця:        |      | +14,61 % | +20,16 % | +20,86 % |

| Рік:            | 2022 | 2023    |
| --------------- | ---- | ------- |
| Кількість осіб: | 1374 | 1390    |
| Різниця:        |      | +1,16 % |

В селі проживає 1099 осіб.
Національний склад населення (за даними останнього перепису населення — 2001 року):
- словаки — 97,49 %
- цигани — 1,09 %
- русини — 0,44 %
- українці — 0,44 %

Склад населення за приналежністю до релігії станом на 2001 рік:
- римо-католики — 46,29 %,
- греко-католики — 46,07 %,
- православні — 2,73 %,
- протестанти — 0,55 %,
- не вважають себе віруючими або не належать до жодної вищезгаданої церкви — 3,94 %